# Paliki
Paliki (in greco Παλική?) è un ex comune della Grecia nella periferia delle Isole Ionie (unità periferica di Cefalonia) con 7 836 abitanti secondo i dati del censimento 2001.
È stato soppresso a seguito della riforma amministrativa, detta Programma Callicrate, in vigore dal gennaio 2011 ed è ora compreso nel comune di Cefalonia.
È situato nella penisola omonima nella parte occidentale di Cefalonia. Il centro principale è Līxouri. Recenti studi da parte di Autori britannici (Bittlestone et al.) ritengono che essa anticamente fosse separata dal resto dell'isola e credono perciò di doverla identificare con la Itaca omerica.

## Località
Paliki è suddivisa nelle seguenti comunità (i nomi dei villaggi tra parentesi):
- Agia Thekla (Agia Thekla, Kalata)
- Atheras
- Chavdata
- Chavriata
- Damoulianata
- Favatata
- Kaminarata
- Katogi (Mantzavinata, Vardianoi, Vouni)
- Kontogenada
- Kouvalata (Kouvalata, Livadi)
- Lixouri (Lixouri, Agios Vasileios, Agios Dimitrios, Lepeda, Longos, Loukerata, Michalitsata)
- Monopolata (Monopolata, Dellaportata, Parisata)
- Rifi
- Skineas (Skineas, Vlychata)
- Soullaroi